# Karl von Basse (Verwaltungsjurist, 1781)
Georg Karl Heinrich Albrecht Basse, seit 1840 von Basse, (* 19. Januar 1781 in Unna; † 20. Februar 1868 in Haus Pröbsting) war ein deutscher Verwaltungsbeamter und Rittergutsbesitzer.

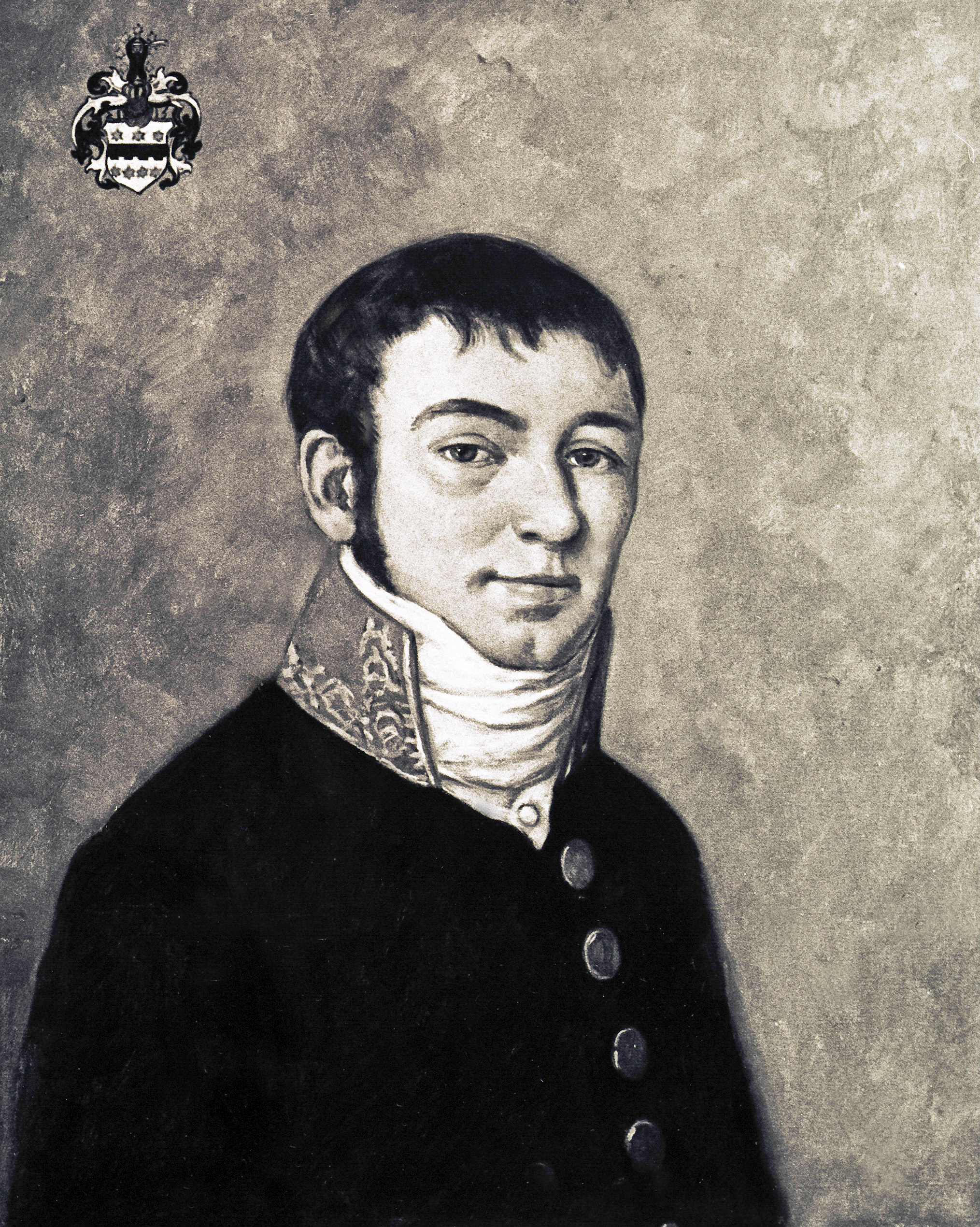
Karl von Basse

## Leben
Er war der Sohn des Hofrats und Justizbürgermeisters in Unna, Jobst Heinrich Wilhelm Basse, und der Maria-Antoinette, geborene Wiemann.
Basse studierte Rechtswissenschaften an der Universität Halle. 1801 wurde er Mitglied des Corps Guestphalia Halle.  Anfang 1802 bestand er das Auskultator-Examen. Anschließend war er bei der Regierung in Kleve als Auskultator tätig, wurde Ende 1804 Referendar und zu Beginn des Jahres 1805 Richter am Jurisdiktionsgericht Obermassen. Noch im gleichen Jahr wurde er Patrimonial-Richter sowie Justizkommissar und Notar beim Landgericht Unna. 1813 wurde er Assessor am Stadt- und Landgericht Unna. 1816 erhielt er zunächst unter Vorbehalt und 1817 definitiv die Ernennung zum Landrat des Kreises Borken. 1840 wurde Basse auf Vorschlag des Oberpräsidenten Ludwig Freiherr von Vincke in den erblichen preußischen Adelsstand erhoben und damit Stammvater des Adelsgeschlechts derer von Basse. 1847 erfolgte die Entlassung aus dem Staatsdienst auf Gesuch des Regierungspräsidenten in Münster, da seine Leistungen nicht mehr ausreichend waren.
Basse war Besitzer der Rittergüter Falkenhof, Volmering und Pröbsting mit einer Größe von 1000 Hektar.

## Familie
Seit 1805 war Karl von Basse mit der Gutsbesitzerstochter Charlotte Elisabeth Adolfine von Grüter (1784–1872) verheiratet. Ihre Tochter Charlotte vermählte sich am 25. Mai 1827 mit dem Landrat des Kreises Ahaus, Ernst von Westhoven. Der gleichnamige Sohn Karl von Basse war von 1839 bis 1877 Landrat des Kreises Steinfurt. Der preußische Justizrat und Notar Friedrich Wilhelm Gerhard von Basse war ein weiterer Sohn. Der Landrat Paul von Basse ein Enkel und Friedrich von Basse, Kommunalpolitiker, Landesparlamentarier und Beteiligter am Hitlerattentat vom 20. Juli 1944, ein Urenkel.